# پسر خوب (ترانه امینم)
«پسر خوب» (به انگلیسی: Nice Guy) ترانه‌ای از خواننده رپ آمریکایی امینم است که از دهمین آلبوم استودیویی خود کامی‌کازی است که در تاریخ ۳۱ اوت ۲۰۱۸ از طریق شیدی رکوردز منتشر شد. جلسات ضبط در استودیوی Effigy در دیترویت برگزار شد. این آهنگ توسط Fred Ball و Symbolyc One با تولید اضافی توسط Em تولید شده‌است و دارای آوازهای مهمان خواننده کانادایی جسی ریز است. علی‌رغم اینکه هرگز به صورت تک منتشر نشده‌است، این ترانه در چندین کشور موفق به چارت شده‌است.